# Cantón de Cambrai-Oeste
El cantón de Cambrai-Oeste era una división administrativa francesa, que estaba situada en el departamento de Norte y la región de Norte-Paso de Calais.

## Composición
El cantón estaba formado por dieciséis comunas, más una fracción de la comuna que le daba su nombre:
- Abancourt
- Aubencheul-au-Bac
- Bantigny
- Blécourt
- Cambrai (fracción)
- Cuvillers
- Fontaine-Notre-Dame
- Fressies
- Haynecourt
- Hem-Lenglet
- Neuville-Saint-Rémy
- Paillencourt
- Proville
- Raillencourt-Sainte-Olle
- Sailly-lez-Cambrai
- Sancourt
- Tilloy-lez-Cambrai

## Supresión del cantón de Cambrai-Oeste
En aplicación del Decreto nº 2014-167 de 17 de febrero de 2014, el cantón de Cambrai-Oeste fue suprimido el 22 de marzo de 2015 y sus 17 comunas pasaron a formar parte del nuevo cantón de Cambrai.